# Coldplay

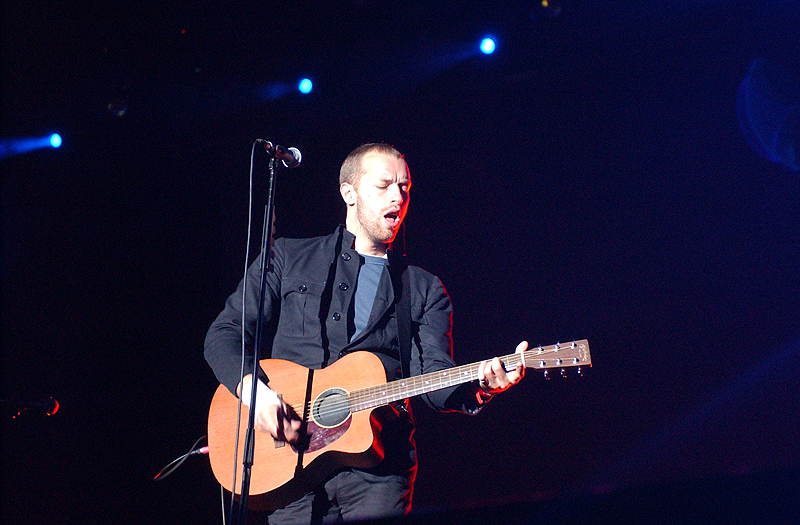
Chris Martin in 2003

Coldplay is een Britse rockband, die in 1996 in Londen werd gevormd. De leden zijn zanger Chris Martin, gitarist Jon Buckland, drummer Will Champion en bassist Guy Berryman.
In het begin werd Coldplay vergeleken met andere artiesten en bands, waaronder Radiohead, U2 en Travis. De band brak met de single Yellow door, gevolgd door hun debuutalbum Parachutes (2000). A Rush of Blood to the Head (2002), het tweede album, betekende hun definitieve doorbraak. Het album won ook meerdere prijzen. In 2005 kwam het album X&Y, dat in zestien landen op nummer één kwam. Het vierde album, Viva la Vida or Death and All His Friends, werd samen met Brian Eno geproduceerd en ontving meerdere Grammy's. Hun vijfde album Mylo Xyloto is weer geproduceerd door Eno. Hits van Coldplay zijn onder meer Speed of Sound, Clocks, Yellow, Viva la Vida, The Scientist, Fix You, A Sky Full of Stars, Paradise en Magic.

## Biografie
In 1996 ontmoette Chris Martin Jonny Buckland tijdens de introductieweek van de universiteit University College London. Samen probeerden zij een band op te zetten, waarbij ze op de universiteit Will Champion en Guy Berryman ontmoetten. Samen waagden ze hun eerste poging. Martin begon samen met Buckland teksten te schrijven, Berryman speelde mee op zijn basgitaar en Champion begon te drummen. De band, genaamd Starfish, was voornamelijk te vinden in Engelse pubs. De band had ook nog even een alter ego als Pectoralz, een boyband die puur als grap bedoeld was. Toen de leden op het punt stonden hun eerste grotere optreden te houden, schakelden ze over op de naam Coldplay. Toentertijd had Martin een vriend, Tim Crompton, thans frontman van de Engelse band the High Wire, wiens band Coldplay op het punt stond om te stoppen. Deze band had de naam Coldplay uit een gedichtenbundel en Martin besloot om na het stoppen van die band zelf de naam over te nemen. In 1998 heette de band dus ook daadwerkelijk Coldplay.
Al kort na hun ontmoeting op de Londense universiteit raakten de vier studenten bevriend en deelden hun passie voor muziek. De band die ontstond had de volgende leden: Chris Martin (tekstschrijver, zang, piano, gitaar), Jonny Buckland (tekstschrijver, leadgitarist), Guy Berryman (basgitarist) en Will Champion (drummer, nadat hij de gitaar en piano daarvoor had ingeruild).

### Eerste ep's en eerste album
In 1998 maakten ze een ep als demo voor de platenmaatschappijen. De ep heet Safety en er stonden drie nummers op. In totaal werden er 500 exemplaren van gemaakt. Door die ep werden ze dat jaar uitgenodigd voor een optreden op het In the city-festival van Manchester. Daar werden ze gescout door een platenmaatschappij die hen vervolgens aanbood een single uit te brengen.
De eerste single van Coldplay was Brothers & Sisters (1999) op het Fierce Panda-label. Deze single bereikte nummer 92 in de Engelse hitlijsten. Daarna ging het hard met de band. Ze werden ontdekt door een grote platenmaatschappij, Parlophone, en in 2000 werd het album Parachutes uitgebracht met onder andere de singles Yellow, Trouble en Don't Panic. Het album werd gemaakt met producer Ken Nelson. Op 26 juni was de band te gast in de Wisseloordstudio's te Hilversum voor een live optreden voor het programma 2 Meter Sessies. Later op dezelfde dag gaf de band haar eerste buitenlandse concert, in de Kleine Zaal van Paradiso, en een dag later speelde de band een aantal nummers in het radioprogramma van Henk Westbroek op 3FM.

### A Rush of Blood to the Head
De band dook in 2001 de studio in, wederom met producer Ken Nelson.
In augustus 2002 kwam het album met de naam A Rush of Blood to the Head uit, waarvan de single Clocks uit 2003 de definitieve doorbraak van Coldplay betekende bij het grote publiek. Het album werd gekenmerkt door de diepgaande songteksten en het melancholische geluid in onder andere The Scientist en Clocks. Het album won in 2003 de Grammy voor beste album van alternatieve muziek.

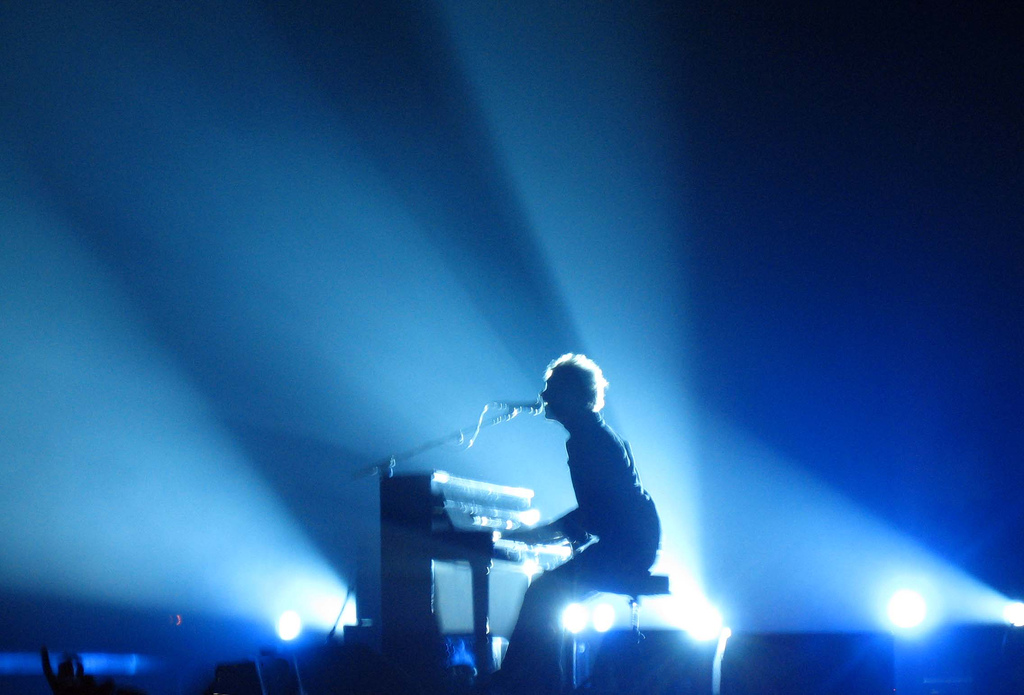
Chris Martin achter de piano tijdens een optreden in Barcelona in 2005

### X&Y
2004 was voor de band een studiojaar, waarin ze uitrustten van de voorgaande tournee en het derde album opnamen. Dat album kreeg de naam X&Y en verscheen op 6 juni 2005. Het bezette direct de eerste plaats in de Nederlandse hitlijsten en was met ruim acht miljoen verkopen het best verkopende album van 2005. De eerste single op het album, Speed of Sound, debuteerde op 18 april 2005 en belandde in 20 landen op de nummer één-positie. Nadien werden ook Fix You en Talk uitgebracht als single.
X&Y won de Brit Award voor beste Britse album en Speed of Sound kreeg dezelfde prijs, voor beste Britse single.
Op 7 juli 2005 gaf Coldplay een uitverkocht concert in het GelreDome in Arnhem als onderdeel van hun Twisted Logic-tour. Van X&Y verschenen de singles Speed Of Sound (nr. 6), Fix You (tip), Talk (nr. 1) en The Hardest Part (nr. 25).

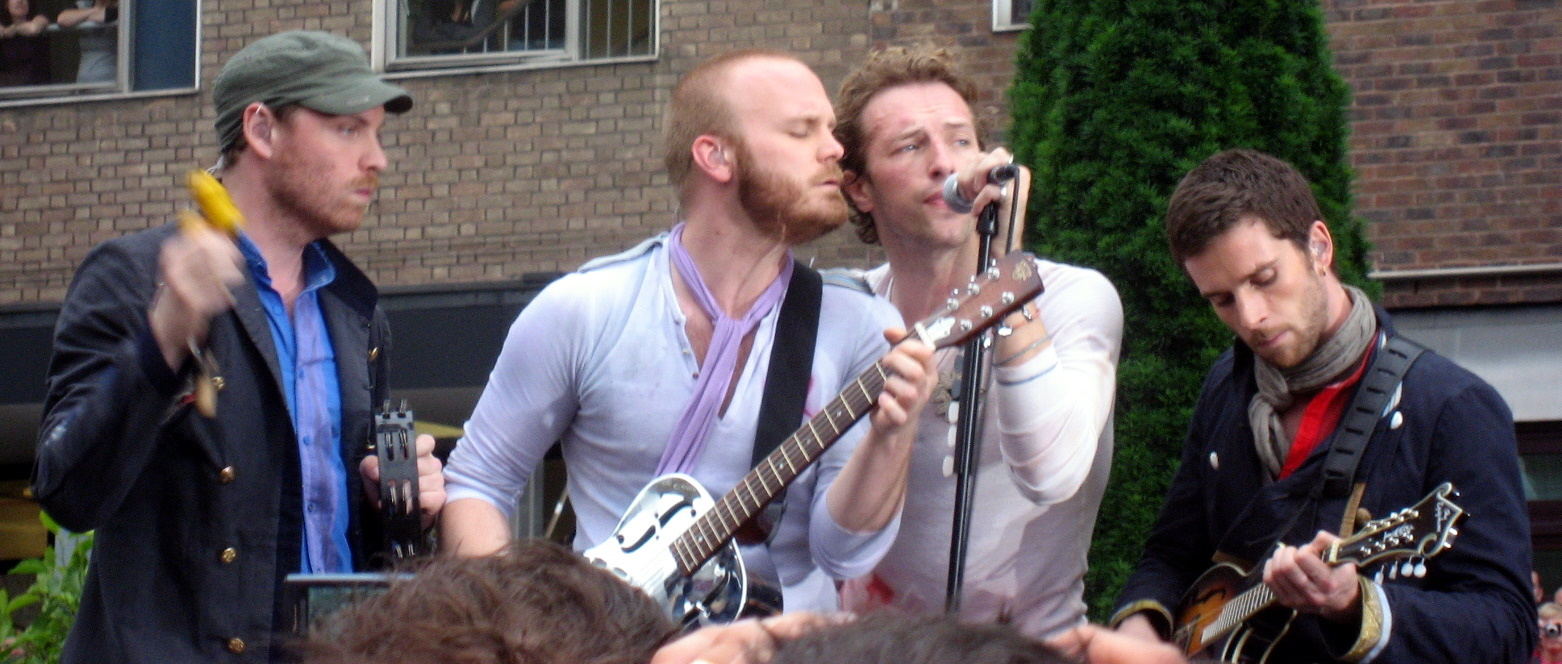
Coldplay in 2008

Het logo van Coldplay in 2008

### Viva la Vida or Death and All His Friends
Coldplay begon in oktober 2006, samen met Brian Eno, met het opnemen van het vierde album. Intussen toerde de band door Zuid-Amerika, waardoor hun nieuwe album Spaanse invloeden kreeg. Op 13 juni 2008 was de release van Viva la Vida or Death and All His Friends.
De eerste single, Violet Hill, was vanaf 29 april een week lang gratis te downloaden vanaf de website van Coldplay. Het album Viva la Vida or Death and All His Friends was uitgelekt op 4 juni, ongeveer een week voor de officiële release. In tegenstelling tot de eerdere albums werd Viva la Vida geproduceerd door Brian Eno.
Coldplay gaf op 5 juni een mini-concert speciaal voor fans van BNN en Coldplay. Hiervan was een registratie te zien op 7 juni op Nederland 3.
Op 28 juni 2008 behaalde hun tweede single Viva la Vida de eerste plaats van de Amerikaanse Billboard Hot 100. Nog nooit eerder stond de band op de koppositie in de Verenigde Staten. Het was hun tweede top 10-hit in dit land. Eerder top 10-succes had de groep met Speed of Sound. Viva la Vida is de eerste nummer 1-hit voor een Britse band in de Billboard Hot 100 sinds Wannabe van The Spice Girls in 1997.
Coldplay gaf op 2 oktober een concert in Ahoy in Rotterdam. Door de snelle kaartenverkoop werd er een tweede concert gepland. Dat concert vond 3 oktober plaats in hetzelfde gebouw. De kaartverkoop startte 7 juni en beide concerten waren binnen een kwartier uitverkocht.

### Prospekt's March
In november 2008 verscheen ook de ep Prospekt's March. Hierop stonden de nummers die niet op tijd af waren voor de deadline van Viva la Vida or Death and All His Friends.
Op 9 en 10 september 2009 trad Coldplay op in het Goffertpark te Nijmegen. Oorspronkelijk stond alleen de show van 10 september gepland, maar aangezien deze snel was uitverkocht plande de organisator nog een concert, één dag eerder. Later werd de capaciteit van het Goffertpark vergroot en daardoor werden er voor beide data nog meer kaarten beschikbaar gesteld. Beide shows brachten 60.000 toeschouwers op de been, wat leidde tot grote verkeerschaos in en rondom Nijmegen. Na afloop ontvingen alle toeschouwers gratis de live-ep LeftRightLeftRightLeft, evenals alle bezoekers van de concerten van Coldplay.

### Mylo Xyloto
In mei 2009 kondigde de band aan weer de studio in te duiken om te werken aan hun vijfde studioalbum. Brian Eno zal, net als voor Viva la Vida or Death and All His Friends, ook voor dit album het productiewerk voor zijn rekening nemen. In december 2009 werd gemeld dat de band onder meer een kerk in Noord-Londen als studio had laten ombouwen.
Begin 2010 werd gemeld dat de band inmiddels circa 50 nummers heeft geschreven gedurende de studiosessies, en een intiem optreden zou hebben gegeven om te zien wat de fans ervan vinden. Er werd gespeculeerd dat een van de nieuwe nummers op het vijfde album Don Quixote (Spanish Rain) zou zijn. Dit beschrijft de avonturen van de fictieve Spaanse edelman Don Quichot en zijn eveneens verzonnen metgezel Sancho Panza, bekend van Miguel de Cervantes' romans. Coldplay speelde dit nummer live tijdens de Latijns-Amerikaanse tournee naar aanleiding van Viva la Vida or Death and All His Friends. Tot de nummers die op het album zouden kunnen belanden, behoren ook Wedding Bells en Christmas Lights. Chris Martin speelde een gedeelte van Wedding Bells in het culturele televisieprogramma The South Bank Show, dat in september 2009 een gehele uitzending aan de Britse band wijdde. Christmas Lights kwam aan bod in een interview dat 60 Minutes had met frontman Chris Martin. Christmas Lights werd uiteindelijk op 1 december 2010 als single uitgebracht en bereikte in Europa de top 10 in meerdere landen, waaronder Nederland. De band zou echter nog geen duidelijkheid geven of het nummer op het nieuwe album zou komen.
Het nummer A Message van het album X&Y werd in januari 2010 herschreven voor de slachtoffers in het door een aardbeving getroffen Haïti. Ze voerden het nummer live uit tijdens het Hope for Haiti Now-concert. De bedoeling was om zo geld in te zamelen voor de slachtoffers. Op het concert traden ook andere artiesten op zoals U2 en Bruce Springsteen.
Op 3 juni 2011 werd er weer een nieuw nummer uitgebracht. Dit had de titel Every Teardrop Is a Waterfall. In mei-juni 2011 speelde de groep op heel wat Europese festivals waar ze al heel wat nieuwe nummers speelden zoals Major Minus, Charlie Brown, Hurts Like Heaven, Us Against the World en Princess of China.
Op de ep-cd van Every Teardrop Is a Waterfall werd de naam van het nieuwe nummer Moving to Mars bekendgemaakt. De ep-cd was vanaf 26 juni 2011 verkrijgbaar.
Op 24 oktober 2011 kwam het album Mylo xyloto uit. Het vijfde album verscheen digitaal, op cd en als vinyl. Ook wordt er een limited edition van het album uitgebracht. De extra is een boek waarin pop-up-graffiti, foto's en notities over het album in staan. Naast een album zal er een single worden uitgebracht: Paradise. Paradise verscheen ook op Mylo Xyloto. Op 'Princess of China' is r&b-zangeres Rihanna te horen.
Op 6 september 2012 speelde Coldplay op het Malieveld in Den Haag. Het concert voor ruim 68.000 fans werd live uitgezonden op 3FM en via internet over de hele wereld beluisterd. Tijdens dit concert speelde Coldplay het refrein van het Haagse officieuze volkslied O, o, Den Haag. Het origineel is afkomstig van Harry Klorkestein.
Op 9 september 2012 speelde Coldplay tijdens de afsluitingsceremonie van de Paralympics in Londen. Ook Rihanna trad met hun samen op tijdens dit mini-concert.
Hun wereldtournee Mylo Xyloto ging vervolgens gewoon door, hun tournee werd gekenmerkt door veel confetti, lasers, vuurwerk en hun eigen ontwikkelde Xylobands. Deze lichtgevende armbandjes werden aan de alle toeschouwers gegeven en op bepaalde nummers gaven ze licht. De tour duurde tot het einde van 2012 en werd afgesloten door een gezamenlijk optreden met Jay-Z in New York.
Op 6 september 2013 kwam het nummer Atlas uit, tezamen met een songtekstvideo. Het is de eerste single van de soundtrack van de film The Hunger Games: Catching Fire. Dit nummer is speciaal voor de film geschreven en is daarom niet op een album verschenen.

### Ghost StoriesenA Head Full of Dreams
In februari 2014 werd een nieuw Coldplay-liedje, getiteld Midnight, op de website van de band geplaatst. Het elektronische, sobere nummer verschilt erg van het eerdere repertoire. De uitgave van het zesde studioalbum, Ghost Stories (werktitel: LP6), is uitgebracht in mei 2014. De nummers Magic en A Sky Full of Stars werden als eerste singles uitgebracht. Later volgden True Love en Ink. A Sky Full of Stars is geproduceerd samen met dj Avicii.
Op 6 november 2015 werd de single "Adventure of a Lifetime" uitgebracht. Dit is het eerste lied van Coldplays album A Head Full of Dreams, dat op 4 december 2015 is uitgebracht. Hiernaast staan op dit album ook andere bekende nummers zoals Everglow, Birds, Up&Up en Hymn for the Weekend. Tussen 31 maart 2015 en 15 november 2017 liep een tournee die de naam van het album draagt. De tour werd een succes en is een van de grootste die de band heeft gedaan, met 115 shows en ruim vijf miljoen verkochte kaartjes.

### Everyday Life
Op 22 november 2019 verscheen het album Everyday Life dat gekenmerkt wordt door Midden Oosten-invloeden als het nummer Bani Adam ("Kinderen van Adam") dat gebaseerd is op een gelijknamig gedicht van de Perzische dichter Saadi Shirazi, die het schreef in 1258.

### Music of the Spheres
Music of the Spheres (ondertiteld Vol I. From Earth with Love) is het negende studioalbum van de Britse rockgroep Coldplay dat op 15 oktober 2021 is uitgebracht op het label Parlophone. Onder andere BTS, Selena Gomez en Jacob Collier werkten mee aan het album. Het album is onder andere geproduceerd door Max Martin (geen familie van Chris Martin). Het album bereikte de nummer 1-positie in de Nederlandse Album Top 100 en de Vlaamse Ultratop.
In 2022 en 2023 ging Coldplay met dit nieuwe album op wereldtournee. Het concert van 28 oktober 2022 (in Buenos Aires) werd live uitgezonden in bioscopen over de hele wereld. Deze uitzending wordt op 19 en 23 april 2023 opnieuw vertoond in de bioscopen.

### Moon Music
Op 4 oktober 2024 kwam het tiende studioalbum Moon Music (Vol. II van de Music of the Spheres-serie) uit. Het werd uitgebracht onder het label Parlophone. De leadsingle van dit album kwam al op 21 juni 2024 uit onder de titel Feels Like I'm Falling in Love.

## Prijzen

### Grammy Awards
- 2000 Best Alternative song (Brothers & Sisters)
- 2001 Best Alternative Music Album (Parachutes)
- 2002 Best Rock Performance By A Duo Or Group With Vocal (In My Place)
- 2002 Best Alternative Music Album (A Rush Of Blood To The Head)
- 2003 Record Of The Year (Clocks)
- 2009 Song Of The Year (Viva la Vida)
- 2009 Best Rock Album (Viva la Vida or Death and All His Friends)
- 2009 Best Pop Performance By A Duo Or Group With Vocals (Viva la Vida)

### Brit Awards
- 2001 British Group
- 2001 British Album (Parachutes)
- 2003 British Group
- 2003 British Album (A Rush Of Blood To The Head)
- 2006 British Album (X&Y)
- 2006 British Single (Speed Of Sound)
- 2012 British Group
- 2013 British Live Act
- 2016 British Group

## Concerten in Nederland en België

### Concerten in Nederland
| Datum                | Locatie                               | Plaats        | Tour                             |
| -------------------- | ------------------------------------- | ------------- | -------------------------------- |
| 2000                 |                                       |               |                                  |
| 26 juni              | Paradiso                              | Amsterdam     | Geen                             |
| 27 augustus          | Lowlands                              | Biddinghuizen | Festival                         |
| 4 november           | De Melkweg (Crossing Border festival) | Amsterdam     | Festival                         |
| 2002                 |                                       |               |                                  |
| 5 juli               | Heineken Music Hall                   | Amsterdam     | A Rush of Blood to the Head Tour |
| 5 november           | Ahoy                                  | Rotterdam     | A Rush of Blood to the Head Tour |
| 2003                 |                                       |               |                                  |
| 1 juli               | Goffertpark                           | Nijmegen      | A Rush of Blood to the Head Tour |
| 2005                 |                                       |               |                                  |
| 6 april              | De Melkweg                            | Amsterdam     | Besloten concert                 |
| 7 juli               | GelreDome                             | Arnhem        | Twisted Logic Tour               |
| 2008                 |                                       |               |                                  |
| 5 juni               | Paradiso                              | Amsterdam     | Viva la Vida, besloten concert   |
| 2 & 3 oktober        | Ahoy                                  | Rotterdam     | Viva la Vida Tour                |
| 2009                 |                                       |               |                                  |
| 9 & 10 september     | Goffertpark                           | Nijmegen      | Viva la Vida Tour                |
| 2011                 |                                       |               |                                  |
| 11 juni              | Pinkpop                               | Landgraaf     | Festival                         |
| 17 december          | Ahoy                                  | Rotterdam     | Mylo Xyloto Tour                 |
| 2012                 |                                       |               |                                  |
| 6 september          | Malieveld                             | Den Haag      | Mylo Xyloto Tour                 |
| 2016                 |                                       |               |                                  |
| 23 & 24 juni         | Amsterdam ArenA                       | Amsterdam     | A Head Full of Dreams Tour       |
| 2023                 |                                       |               |                                  |
| 15, 16, 18 & 19 juli | Amsterdam ArenA                       | Amsterdam     | Music of the Spheres World Tour  |

### Concerten in België
| Datum                | Locatie                 | Plaats    | Tour                             |
| -------------------- | ----------------------- | --------- | -------------------------------- |
| 2000                 |                         |           |                                  |
| 26 augustus          | Pukkelpop               | Hasselt   | Festival                         |
| 3 november           | Ancienne Belgique       | Brussel   | Parachute Tour                   |
| 2002                 |                         |           |                                  |
| 30 juni              | Rock Werchter           | Werchter  | Festival                         |
| 3 november           | Vorst Nationaal         | Vorst     | A Rush of Blood to the Head Tour |
| 2003                 |                         |           |                                  |
| 29 juni              | Rock Werchter           | Werchter  | A Rush of Blood to the Head Tour |
| 2005                 |                         |           |                                  |
| 26 oktober           | het Sportpaleis         | Antwerpen | Twisted Logic Tour               |
| 30 november          | het Sportpaleis         | Antwerpen | Twisted Logic Tour               |
| 2008                 |                         |           |                                  |
| 4 oktober            | het Sportpaleis         | Antwerpen | Viva la Vida Tour                |
| 2011                 |                         |           |                                  |
| 2 juli               | Rock Werchter           | Werchter  | Mylo Xyloto Tour                 |
| 18 december          | het Sportpaleis         | Antwerpen | Mylo Xyloto Tour                 |
| 2017                 |                         |           |                                  |
| 21 & 22 juni         | Koning Boudewijnstadion | Brussel   | A Head Full of Dreams Tour       |
| 2022                 |                         |           |                                  |
| 5, 6, 8 & 9 augustus | Koning Boudewijnstadion | Brussel   | Music of the Spheres Tour        |